# 井川龍人
井川 龍人（いがわ りゅうと、2000年9月5日 - ）は、日本の陸上競技選手、専門は長距離種目。九州学院高等学校・早稲田大学スポーツ科学部卒業。旭化成陸上部所属。2025年ニューイヤー駅伝の優勝メンバー。

## 主な戦績

### 2018年
インターハイの5000mでは14分17秒47で日本人1位となる5位に入った。第73回国民体育大会の少年A5000mでは14分04秒21で日本人1位となる2位に入った。

### 2019年
日本クロカンU20男子の部では23分55秒で3位だった。第43回世界クロスカントリー選手権大会U20男子では27分07秒で56位だった。

### 2020年
全日本駅伝では2区を走り31分51秒で区間5位だった。

### 2021年
第97回箱根駅伝では1区を走り、1時間03分17秒の区間5位で走った。チームは6位に入り、2年連続でシード権を獲得した。
4月10日、FISU World University Games（2021成都）の日本代表選手選考競技会となるはずであったが、大会延期により、日本学連10000M記録会となった競技会で日立物流の牟田につぐ2位の27分59秒74を記録し、自身初の27分台を達成。駒澤大学・鈴木芽吹や東海大学・市村朋樹に先着し、学生1位だった。
出雲駅伝では2区を走ったが16分25秒の区間6位に終わった。全日本駅伝では2年連続で2区を走り31分48秒の区間2位だった。

### 2025年
旭化成入社2年目で迎えた第69回ニューイヤー駅伝で、アンカー区間の7区を担当。先頭のHondaから12秒差の2位でタスキを受け、5キロ手前でHondaの7区担当・中山顕に追いつくと、そこからは中山の後ろにピタリとつけ10㎞近く走り続け、最後はゴール前500mで持ち味のラストスパートをかけて中山を一気にかわし、チームの5年ぶり26回目の優勝のゴールテープを切った。

### 大学駅伝成績
| 学年               | 出雲駅伝                    | 全日本大学駅伝               | 箱根駅伝                          |
| ------------------ | --------------------------- | ---------------------------- | --------------------------------- |
| 1年生 （2019年度） | 第31回 早稲田大学 不出場    | 第51回 1区-区間16位 28分21秒 | 第96回 3区-区間14位 1時間03分52秒 |
| 2年生 （2020年度） | 第32回 （開催中止）         | 第52回 2区-区間5位 31分51秒  | 第97回 1区-区間5位 1時間03分17秒  |
| 3年生 （2021年度） | 第33回 2区-区間6位 16分25秒 | 第53回 2区-区間2位 31分48秒  | 第98回 1区-区間16位 1時間02分23秒 |
| 4年生 （2022年度） | 第34回 早稲田大学 不出場    | 第54回 2区-区間6位 31分49秒  | 第99回 3区-区間2位 1時間01分58秒  |

### 実業団駅伝戦績
| 年度                   | 大会                   | 区間          | 区間順位 | 記録             | 総合順位   | 備考             |
| ---------------------- | ---------------------- | ------------- | -------- | ---------------- | ---------- | ---------------- |
| 2023年度 （入社1年目） | 第60回九州実業団駅伝   | 1区（12.9km） | 区間5位  | 37分46秒         | 旭化成2位  |                  |
| 2023年度 （入社1年目） | 第68回ニューイヤー駅伝 | 4区（7.8km）  | 区間31位 | 21分56秒         | 旭化成3位  | 区間日本人トップ |
| 2024年度 （入社2年目） | 第61回九州実業団駅伝   | 3区（11.1km） | 区間5位  | 32分42秒         | 旭化成優勝 |                  |
| 2024年度 （入社2年目） | 第69回ニューイヤー駅伝 | 7区（15.6km） | 区間賞   | 45分52秒(区間新) | 旭化成優勝 |                  |

## 自己記録
- 5000m- 13分14秒58 （2025年8月9日）
- 10000m- 27分39秒05 （2024年11月23日）